# Saint-Soupplets
Saint-Soupplets és un municipi francès, situat al departament de Sena i Marne i a la regió de Illa de França. L'any 2007 tenia 3.300 habitants.
Forma part del cantó de Claye-Souilly, del districte de Meaux i de la Comunitat d'aglomeració del Pays de Meaux.

## Demografia

### Població
El 2007 la població de fet de Saint-Soupplets era de 3.300 persones. Hi havia 1.128 famílies, de les quals 219 eren unipersonals (97 homes vivint sols i 122 dones vivint soles), 272 parelles sense fills, 564 parelles amb fills i 73 famílies monoparentals amb fills.
La població ha evolucionat segons el següent gràfic:
Habitants censats

### Habitatges
El 2007 hi havia 1.211 habitatges, 1.141 eren l'habitatge principal de la família, 10 eren segones residències i 60 estaven desocupats. 978 eren cases i 232 eren apartaments. Dels 1.141 habitatges principals, 814 estaven ocupats pels seus propietaris, 278 estaven llogats i ocupats pels llogaters i 49 estaven cedits a títol gratuït; 42 tenien una cambra, 88 en tenien dues, 149 en tenien tres, 313 en tenien quatre i 549 en tenien cinc o més. 966 habitatges disposaven pel capbaix d'una plaça de pàrquing. A 492 habitatges hi havia un automòbil i a 569 n'hi havia dos o més.

### Piràmide de població
La piràmide de població per edats i sexe el 2009 era:
| Homes | Edats   | Dones |
| ----- | ------- | ----- |
| 0     | 95 o +  | 0     |
| 4     | 90 a 94 | 0     |
| 0     | 85 a 89 | 24    |
| 8     | 80 a 84 | 12    |
| 4     | 75 a 79 | 24    |
| 16    | 70 a 74 | 16    |
| 40    | 65 a 69 | 32    |
| 48    | 60 a 64 | 56    |
| 40    | 55 a 59 | 40    |
| 104   | 50 a 54 | 76    |
| 104   | 45 a 49 | 132   |
| 140   | 40 a 44 | 124   |
| 128   | 35 a 39 | 156   |
| 108   | 30 a 34 | 108   |
| 104   | 25 a 29 | 108   |
| 112   | 20 a 24 | 60    |
| 120   | 15 a 19 | 136   |
| 152   | 10 a 14 | 100   |
| 148   | 5 a 9   | 128   |
| 76    | 0 a 4   | 84    |

## Economia
El 2007 la població en edat de treballar era de 2.252 persones, 1.742 eren actives i 510 eren inactives. De les 1.742 persones actives 1.613 estaven ocupades (811 homes i 802 dones) i 129 estaven aturades (62 homes i 67 dones). De les 510 persones inactives 147 estaven jubilades, 249 estaven estudiant i 114 estaven classificades com a «altres inactius».

### Ingressos
El 2009 a Saint-Soupplets hi havia 1.141 unitats fiscals que integraven 3.290,5 persones, la mediana anual d'ingressos fiscals per persona era de 21.261 €.

### Activitats econòmiques
Dels 222 establiments que hi havia el 2007, 4 eren d'empreses extractives, 6 d'empreses alimentàries, 7 d'empreses de fabricació de material elèctric, 1 d'una empresa de fabricació d'elements pel transport, 25 d'empreses de fabricació d'altres productes industrials, 27 d'empreses de construcció, 54 d'empreses de comerç i reparació d'automòbils, 17 d'empreses de transport, 10 d'empreses d'hostatgeria i restauració, 3 d'empreses d'informació i comunicació, 8 d'empreses financeres, 10 d'empreses immobiliàries, 24 d'empreses de serveis, 9 d'entitats de l'administració pública i 17 d'empreses classificades com a «altres activitats de serveis».
Dels 59 establiments de servei als particulars que hi havia el 2009, 1 era una gendarmeria, 1 oficina de correu, 2 oficines bancàries, 10 tallers de reparació d'automòbils i de material agrícola, 1 taller d'inspecció tècnica de vehicles, 1 establiment de lloguer de cotxes, 1 autoescola, 2 paletes, 3 guixaires pintors, 7 fusteries, 4 lampisteries, 2 electricistes, 2 empreses de construcció, 4 perruqueries, 10 restaurants, 5 agències immobiliàries, 2 tintoreries i 1 saló de bellesa.
Dels 16 establiments comercials que hi havia el 2009, 2 eren supermercats, 1 una botiga de més de 120 m², 3 fleques, 2 carnisseries, 1 una peixateria, 1 una llibreria, 4 botigues d'equipament de la llar, 1 una botiga d'electrodomèstics i 1 una joieria.
L'any 2000 a Saint-Soupplets hi havia 8 explotacions agrícoles.

## Equipaments sanitaris i escolars
El 2009 hi havia 1 farmàcia i 1 ambulància.
El 2009 hi havia 1 escola maternal i 1 escola elemental. Saint-Soupplets disposava d'un col·legi d'educació secundària amb 359 alumnes.

## Poblacions més properes
El següent diagrama mostra les poblacions més properes.